# La Chute de Phaéton
Pour les articles homonymes, voir Chute de Phaéton.
La Chute de Phaéton est un tableau du peintre Pierre Paul Rubens réalisé vers 1604-1605 et probablement retouché vers 1606-1608. Cette huile sur toile est une peinture mythologique qui illustre un épisode narré dans les Métamorphoses d'Ovide, la chute de Phaéton. Le fils d'Apollon est figuré en train de tomber de son char solaire, frappé dans son hubris par les éclairs que lance Zeus, qui demeure hors cadre. Achetée le 5 janvier 1990, l'œuvre est conservée à la National Gallery of Art, à Washington, aux États-Unis.